# 三本松口站
三本松口站（日语：／ Sambommatsuguchi eki */?）是位於鳥取縣米子市三本松，屬於西日本旅客鐵道（JR西日本）境線的車站。本站的愛稱（妖怪）為袖引小僧站。

## 歷史
- 1987年（昭和62年）11月1日 - 境線後藤站至河崎口站之間開設此站[2]。境線富士見町、御崎口站（現時：大篠津町站）、高松町站和馬場崎町站也於同日啟用，成為同年4月JR西日本成立以來初批新車站[3]。
- 2019年（平成31年) 3月16日 - 車載型IC出入閘機開始使用，此站開始可以使用IC卡「ICOCA」[4]。

## 車站構造
本站是地面車站，設有1面1線的單式月台，前往境港方向的列車會開啟左邊車門。本站是由米子站管理的無人車站，月台靠近境港一方設有平交道連接車站出入口。而出入口附近設有自動售票機。此站僅在月台上設置配有上蓋的候車室。由於本站在較後期才建造，因此月台寬度比較狹窄。

## 使用狀況
以下為近年一日平均上下車人次列表：
| 上下車人次變化 | 上下車人次變化 |
| 年度           | 1日平均人次    |
| -------------- | -------------- |
| 2007年         | 342            |
| 2008年         |                |
| 2009年         |                |
| 2010年         |                |
| 2011年         | 348            |
| 2012年         | 355            |
| 2013年         | 353            |
| 2014年         | 338            |
| 2015年         | 352            |
| 2016年         | 394            |
| 2017年         | 391            |
| 2018年         | 392            |

## 車站周邊
車站南邊主要為住宅區，車站北邊主要為商業設施。
- 米子上後藤郵局
- 米子市立後藤丘中學（日语：米子市立後藤ヶ丘中学校）
- 米子市立住吉小學（日语：米子市立住吉小学校）
- 醫療法人養和會
  - 養和醫院
  - 介護老人保健設施 仁風莊
- 米子青果株式會社
- 東亞青果株式會社
- 鳥取銀行住吉分店
- 山陰合同銀行上後藤出張所
- 鳥取縣道317號兩三柳西福原線（日语：鳥取県道317号両三柳西福原線）

## 相鄰車站
西日本旅客鐵道
 境線
後藤－三本松口－河崎口

## 注腳
1. 1 2  . 交通新聞 (交通新聞社). 1987-10-17: 1 （日语）.
2. 1 2  . 交通新聞 (交通新聞社). 1996-11-11: 2 （日语）.
3. 1 2   (PDF). 西日本旅客鉄道. 2019  [2020-04-26]. （原始内容 (PDF)存档于2020-02-01） （日语）.
4. ↑   （页面存档备份，存于）（日語）
5. ↑  国土数値情報(駅別乗降客数データ)2011-2015年  （页面存档备份，存于）（日語） - 國土交通省，2019年7月4日參閲
6. ↑  国土数値情報　駅別乗降客数データ  （页面存档备份，存于）（日語） - 國土交通省，2020年9月13日參閲

## 外部連結
- 三本松口｜車站資訊：JR出門網 - 西日本旅客鐵道（日語）